# Reimport
Als Reimport (oder Wiedereinfuhr) wird im Außenhandel der Import von zuvor exportierten Gütern bezeichnet. Pendant ist der Reexport.

## Allgemeines
Der Außenhandel besteht aus Export, Import, Transithandel und Lohnveredelung. Reexport und Reimport sind Varianten von Ex- und Import, so dass der Reexport ein Export und der Reimport ein Import ist. Die passive Lohnveredelung ist ein Export, die aktive entsprechend ein Import.
Die Wiedereinfuhr der unveränderten Güter erfolgt, um Preisdifferenzierungen des Herstellers auf verschiedenen nationalen Märkten für gleiche Güter zu nutzen. Es handelt sich um eine Wiedereinfuhr der im Ursprungsland verkauften und exportierten Ware. Der Re-Importeur ist dabei nicht identisch mit dem Exporteur.

## Ursachen
Für Reimporte gibt es zwei wesentliche Ursachen. 
Hauptgrund für Reimporte ist die Weiterverarbeitung von Gütern durch passive Lohnveredelung (englisch outward processing). Weiterverarbeitung ist die Bearbeitung, Verarbeitung oder Ausbesserung von Gütern. Die passive Lohnveredelung ist ein Export und führt nach Weiterverarbeitung zu einem Reimport.
Produkte, die keiner Weiterverarbeitung bedürfen, können wegen internationaler räumlicher Preisdifferenzierungen reimportiert werden. Das bedeutet, dass ein mit einem niedrigen Preisniveau exportiertes Gut mit unveränderter Produktqualität aus diesem Staat wieder importiert und auf dem heimischen Markt verkauft oder in ein anderes Land zu einem höheren Preis exportiert wird.  

## Übersicht
Je nachdem, wo die Weiterverarbeitung eine Produkts erfolgt, wird unterschieden:
| Art                    | Weiterverarbeitung erfolgt im… | danach erfolgt ein…  | Verbuchung in der Handelsbilanz |
| ---------------------- | ------------------------------ | -------------------- | ------------------------------- |
| aktive Lohnveredelung  | Inland                         | Reexport ins Ausland | Import                          |
| passive Lohnveredelung | Ausland                        | Reimport ins Inland  | Export                          |

In der Handelsbilanz erscheint der im Inland hergestellte Produktionswert.

## Marktstruktur
Durch Reimporte umgeht der jeweilige Importeur die vom Hersteller vorgegebenen Marktpreise. Eine typische Marktstrategie der Hersteller ist, bestimmte Produkte im Herstellerland mit einer Hochpreisstrategie zu verkaufen, dieselben Produkte aber mit einer Niedrigpreisstrategie ins Ausland zu exportieren. Durch Reimporte wird es dem Verbraucher im Herstellerland ermöglicht, die Produkte zu einem niedrigeren Preis zu erwerben.
Bei Reimporten innerhalb der Europäischen Union fallen keine Zölle an. Dagegen muss jede Ware aus einem Nicht-EU-Land durch den Zoll abgefertigt werden. Die Reimporte aus dem Nicht-EU-Bereich können unter gewissen Bedingungen sogar zollfrei bleiben. Bezahlt werden müssen nur die Gebühren für die Einfuhr und die im jeweiligen Land fällige Mehrwertsteuer. Voraussetzung für die problemlose Wiedereinfuhr ist, dass es sich um dieselbe Ware handelt wie bei der Ausfuhr; dafür ist der sogenannte Nämlichkeitsnachweis zu erbringen. Dies kann bei Fahrzeugen beispielsweise durch Nennung der Fahrgestellnummer auf den Ausfuhr- und Einfuhrpapieren geschehen.

## Beispiele
Reimporte finden überwiegend bei Kraftfahrzeugen und Arzneimitteln statt.

### Kraftfahrzeuge
In der Regel handelt es sich bei Reimporten von Fahrzeugen um Neuwagen. Seltener, aber auch möglich, sind Reimporte von Gebrauchtwagen. In diesem Fall werden die Fahrzeuge beispielsweise in Deutschland produziert und in ein anderes Land (meist EU-Land) als Neuwagen verkauft, dort eine gewisse Zeit gefahren, um dann anschließend als reimportierter Gebrauchtwagen in Deutschland gekauft werden zu können. Hierbei lohnt sich der Blick auf die unterschiedlichen Mehrwertsteuersätze der anderen EU-Mitgliedstaaten. Deutschland hat mit 19 % eine recht niedrige Umsatzsteuer.

### Arzneimittel
Reimportarzneimittel sind von inländischen Pharmaunternehmen gefertigte und im EU-Ausland günstiger abgesetzte Arzneimittel, die von Importeuren zu einem günstigen Preis aufgekauft und in das Ursprungsland zurück verbracht werden. Da das Originalarzneimittel im Inland bereits eine Zulassung hat, ist für die reimportierten Medikamente lediglich ein vereinfachtes Zulassungsverfahren nötig, sofern nicht bereits eine EU-weit gültige Zulassung besteht. Für den Verkauf in Deutschland muss der Reimporteur anderssprachige Beipackzettel und Beschriftungen auf der äußeren Verpackung des Medikaments durch deutschsprachige ersetzen, da ausschließlich solche abgegeben werden dürfen. Der Reimport macht ca. 10 Prozent der Importarzneimittel aus, die restlichen 90 Prozent entfallen auf den Parallelimport.

## Wirtschaftliche Aspekte
Der Reimport stellt eine Arbitrage dar, weil der Reimporteur dieselbe Ware preisgünstiger einkauft als sie zum selben Zeitpunkt im Herstellungsland angeboten wird. Ständige Reimporte können deshalb zu einem Preisausgleich beitragen, weil durch die verstärkte Nachfrage nach Reimport-Gütern deren Marktpreis steigt und sich dem höheren Inlandspreis annähert. Da Reimporte die privatrechtlichen räumlichen Preisdifferenzierungen oder Preisbindungen der Hersteller umgehen, ist der Markt für sie ein grauer Markt und kein Schwarzmarkt. Letzterer setzt voraus, dass es staatliche Einfuhr- oder Ausfuhrverbote gibt, was auf Reimporte nicht zutrifft.
Reimporte sind aus Gründen der Warenverkehrsfreiheit gemäß Art. 34 AEUV zulässig, was der Markttypologie des grauen Marktes entspricht.

## Abgrenzung
Der Reimport ist vom Parallelimport zu unterscheiden. Beim Parallelimport werden Güter durch Dritte in ein Gebiet importiert, das im Rahmen von Alleinvertriebsrechten über diese Güter einem Wiederverkäufer zur exklusiven Marktbearbeitung zugewiesen worden ist.